# Ostrá skala
Ostrá skala je přírodní rezervace v oblasti Slovenský ráj.
Nachází se v katastrálním území obce Dobšiná v okrese Rožňava v Košickém kraji. Území bylo vyhlášeno v roce 1976 na rozloze 6,66 ha. Ochranné pásmo nebylo stanoveno.